# Nikolaus von Falkenhorst
Nikolaus von Falkenhorst, né le 17 janvier 1885 à Breslau en province de Silésie et mort le 18 juin 1968 à Holzminden (Basse-Saxe), était un général d'armée allemand qui a servi au sein de la Heer dans la Wehrmacht pendant la Seconde Guerre mondiale.
Il a été récipiendaire de la Croix de chevalier de la Croix de fer. Il a été condamné pour crime de guerre.

## Biographie
Il est né dans une vieille famille noble de langue allemande, sous le nom de Nikolaus von Jastrzembski. Il changea son nom slave en nom allemand très tôt dans sa carrière militaire.
Après une formation d’élève officier, il rejoint, le 22 mars 1903, le 7e régiment de grenadiers « roi Guillaume 1er » de l’armée de Prusse à Liegnitz (actuellement Legnica) .
Pendant la Première Guerre mondiale, il est affecté à diverses fonctions d’état-major, en divers endroits du front. Après la guerre, il est intégré, en tant que membre des corps-francs dans l’armée (Reichswehr) et y fut continuellement promu. Entre 1925 et 1927, il occupa différents postes au ministère des armées. Il est promu colonel le 1er octobre 1932 et fut entre 1933 et 1935 attaché militaire dans les ambassades de Prague, Belgrade et Bucarest. Le 1er juillet 1935, il est nommé par le général d’état major du Gruppenkommando 3 basé à Dresde général de brigade. Lors de la campagne de Pologne, il fut le commandant général du XXIe corps d'armée et devint par la suite général de division. L'occupation de la Norvège et du Danemark (opération Weserübung, le 9 avril 1940) se déroulera sous son commandement. Il est nommé général de corps d'armée le 19 juillet 1940.
À partir de 1942, il est gouverneur militaire (Wehrmachtbefehlhaber) en Norvège et ce jusqu'au 18 décembre 1942, date à laquelle il perd son poste, à la suite de son opposition à la politique du commissaire du Reich Joseph Terboven.
Le 24 février 1941, après la condamnation à mort de dix Norvégiens pour espionnage par le plus haut tribunal militaire allemand (Reichskriegsgericht) à Berlin, Sven Hedin fit appel auprès d'Adolf Hitler, par l'intermédiaire de von Falkenhorst[réf. nécessaire]. Leur peine de mort fut commuée le 17 juin 1941 en dix ans de travaux forcés.
Quand Nikolaus von Falkenhorst fut condamné à mort par un tribunal militaire anglais le 2 août 1946 à cause de sa responsabilité dans la mort de membres d'un commando britannique lors de l'opération Freshman, Sven Hedin put obtenir sa grâce en faisant valoir que Nikolaus von Falkenhorst s'était efforcé de gracier de la même manière les dix Norvégiens qui avaient été condamnés à mort[réf. nécessaire]. Le 4 décembre 1946, sa peine fut commuée par le tribunal militaire britannique à 20 ans d'incarcération, et sera libéré le 13 juillet 1953.

## Décorations
- Croix de fer (1914)
  - 2e Classe
  - 1re Classe
- Croix du Mérite militaire (Mecklembourg-Schwerin) 2nd Class
- Insigne des blessés (1914)
  - en Noir
- Ordre de la Croix de la Liberté 2e Classe
- Ordre protestant de Saint-Jean
- Croix d'honneur
- Ordre de la Rose blanche, Commandeur, 1re Classe
- Agrafe de la Croix de fer (1939)
  - 2e Classe
  - 1re Classe
- Croix allemande en Argent (20 janvier 1945)
- Croix de chevalier de la Croix de fer
  - Croix de chevalier le 30 avril 1940
- Croix du mérite de guerre 2e et 1re Classe avec glaives
- Ordre de la Rose blanche, Commandeur, Grand Croix
- Mentionné dans le bulletin radiophonique Wehrmachtbericht le 10 avril 1940